# Питоме обертання
Питоме обертання (англ. specific rotation, рос. удельное вращение) — величина кута (зі знаком + або –), на який розчин нерацемічної хіральної сполуки повертає площину поляризації світла, що припадає на одиницю концентрації та одиницю
довжини пробігу світла в чарунці; позначається [α]D25, де α — величина кута в градусах, але за конвенцією символ градуса не вказують; субскрипт стосується довжини хвилі (найчастіше D-лінія натрію); в суперскрипті — температура вимірювання в градусах Цельсія. Правообертальні сполуки позначаються (+), лівообертальні — (–). 